# Selección femenina de baloncesto sub-16 de Escocia
La selección femenina de baloncesto sub-16 de Escocia es un equipo nacional de baloncesto de Escocia, administrado por la Federación Escocesa de Baloncesto. Representa al país en las competiciones internacionales de baloncesto femenino sub-16.
En 1976 y 1978, el equipo terminó 14º en el Campeonato de Europa de Cadettes.
También participaron en dos ediciones de la División B del Campeonato Europeo de Baloncesto Femenino Sub-16 y ganaron 11 medallas en la División C del Campeonato Europeo de Baloncesto Femenino Sub-16.